# Пеце (Сілезьке воєводство)
Пеце (пол. Piece, нім. Pietze) — село в Польщі, у гміні Гашовиці Рибницького повіту Сілезького воєводства. Населення — 1013 осіб (2011).
У 1975-1998 роках село належало до Катовицького воєводства.

## Демографія
Демографічна структура станом на 31 березня 2011 року:
|          | Загалом | Допрацездатний вік | Працездатний вік | Постпрацездатний вік |
| -------- | ------- | ------------------ | ---------------- | -------------------- |
| Чоловіки | 506     | 87                 | 364              | 55                   |
| Жінки    | 507     | 99                 | 297              | 111                  |
| Разом    | 1013    | 186                | 661              | 166                  |